# 野田六左衛門 (7代)
7代 野田 六左衛門（のだ ろくざえもん、1894年（明治27年）8月 - 1989年（平成元年）8月17日）は、明治から昭和時代の政治家。実業家。貴族院多額納税者議員。前名は文二。

## 経歴
滋賀県出身。先代六左衛門の二男。1915年（大正4年）滋賀県立八幡商業学校（現・滋賀県立八幡商業高等学校）卒業、のち慶應義塾大学に進んだ。
1924年（大正13年）以降、野田酒造代表取締役、滋賀県地方木材社長、日野町耕地整理組合長、日野町会議員、同学務委員などを歴任した。
1939年（昭和14年）滋賀県多額納税者として貴族院議員に互選され、同年9月29日から1947年（昭和22年）5月2日の貴族院廃止まで務めた。